# H. J. Heinz Company
H. J. Heinz Company, běžně známá pod názvem Heinz, je potravinářský výrobce původem z USA. 2. července 2015 se společnost sloučila s Kraft Foods Group a vytvořila The Kraft Heinz Company.

## Historie
Firma byla založena roku 1869 ve městě Sharpsburg Henry Johnem Heinzem, pensylvánským obchodníkem původem z Německa. Prvním výrobkem firmy byl nakládaný křen prodávaný ve skleněných lahvích. Roku 1876 se na trhu objevil kečup Heinz, jeden ze stěžejních výrobků firmy, do kterého se dodnes přidává ke konzervaci pouze ocet. O deset let později expandovala firma do světa. Koncem 19. století zahájila kampaň 57 chutí, která se stala ikonou reklamy.[zdroj?] V té době se objevuje i odznak s okurkou s firemním nápisem, dalším symbolem společnosti. Firma propagovala čistotu potravin a příkladně se starala o své zaměstnance.[zdroj?] Přichází se známými fazolemi v konzervě, který se stal nedílnou součástí jídelníčku vojáků za druhé světové války, a roku 1948 i s typickým tvarem skleněné lahve. Dnes je ovšem možné koupit i kečup v lahvi z plastu. Novinkou je kečup z čerstvě sbíraných rajčat (48 hodin od sběru).

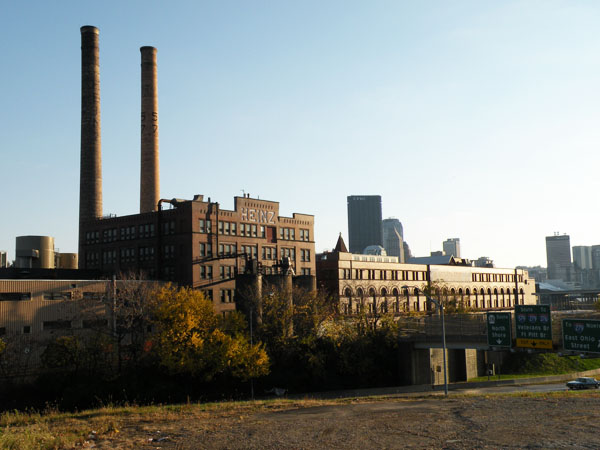
Bývalá továrna firmy

## O společnosti
Své produkty vyváží z Pittsburghu do 200 zemí světa. Zaměstnává na 45 tisíc zaměstnanců. Hodnota značky je vyčíslena na 2,5 mld USD. Dnes je podle ní pojmenován multifunkční stadion v Pittsburgu Heinz Field.

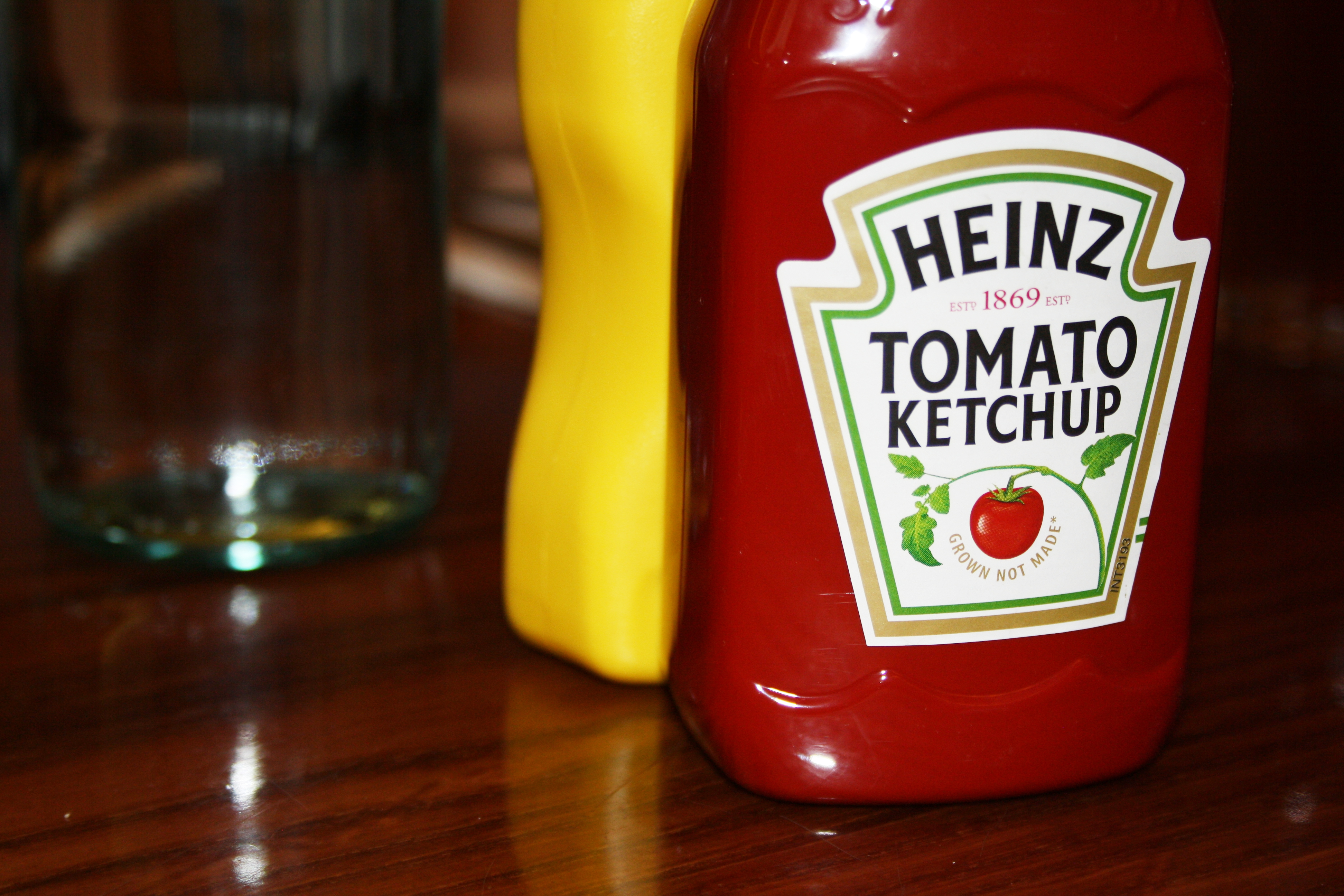
Kečup Heinz